# Linia kolejowa nr 257
Linia kolejowa nr 257 – dawna linia kolejowa łącząca stację Ostróda ze stacją Morąg. W czerwcu 1992 roku został na niej zawieszony ruch pasażerski, a w 1994 roku towarowy. W październiku 2006 roku linia została rozebrana.